# Anni 360
Gli anni 360 sono il decennio che comprende gli anni dal 360 al 369 inclusi.

## Personaggi
- Flavio Claudio Giuliano, imperatore romano
- Antonio Taziano, praeses di Caria (361-364)
- Seleuco, sacerdote e retore romano, amico di Giuliano.